# Errenteria (Ajánguiz)
Errenteria es un barrio del municipio español de Ajánguiz, perteneciente a la provincia de Vizcaya, en la comunidad autónoma del País Vasco.

## Toponimia
El lugar puede aparecer referido como «Errenteria», «Rentería» y «La Rentería».

## Historia
Hacia mediados del siglo XIX, el lugar era ya un barrio de Ajánguiz. Aparece descrito en el decimotercer volumen del Diccionario geográfico-estadístico-histórico de España y sus posesiones de Ultramar de Pascual Madoz con las siguientes palabras:

RENTERIA (la): barrio en la prov. de Vizcaya, part. jud. de Marquina, térm. de Ajanguiz.
(Madoz, 1849, p. 416)